# جاكلين كورتني
جاكلين كورتني (بالإنجليزية: Jacqueline Courtney)‏ هي ممثلة أمريكية، ولدت في 24 سبتمبر 1946 في إيست أورانج في الولايات المتحدة، وتوفيت في 20 ديسمبر 2010 في يبسيلانتي في الولايات المتحدة بسبب ورم ميلانيني.

## أعمال

### مسلسلات
- عالم آخر

## وصلات خارجية
- جاكلين كورتني على موقع IMDb (الإنجليزية)
- جاكلين كورتني على موقع قاعدة بيانات الفيلم (الإنجليزية)